# Collector
Pour les articles homonymes, voir The Collector.
Collector est un néologisme anglais et un adjectif qualifiant un objet d'usage courant qui mérite de devenir un objet de collection et parfois d'adoration, pour des raisons de tendance, de culte urbain, de mode, de consommation ostentatoire voire de superstition ou de fanatisme.
Ce mot anglais désigne un « collectionneur ». Mais l'usage du mot « collector » devient ambigu : il est à la fois substantif et qualificatif, ne désignant que des objets, et il reste invariable. Dans cette acception moderne il est un concept, un pur produit de la sous-culture de la société de consommation. Ce sont surtout les publicitaires qui ont intégré ce mot dans leur jargon et en ont fait une justification d'achat dans le slogan publicitaire.
Ainsi, n'importe quel objet de consommation peut devenir « collector » en ce sens que le discours marketing ne cherche plus à le vendre en tant que tel (c'est-à-dire pour l'usage pour lequel il a été fabriqué), mais en tant que rareté, symbole, signe ou emblème, en tant qu'objet de collection.
L'objet collector devient donc un « objet-culte ». Le posséder donne le sentiment d'appartenir à une communauté de pensée et, le plus souvent, à une élite.